# Hubert Gessner
Hubert Gessner (20. říjen 1871 Valašské Klobouky – únor 1943 Vídeň) byl rakouský architekt působící i na českém území.

## Život
V letech 1885–1889 vystudoval německou průmyslovou školu v Brně a poté v letech 1894–1898 vídeňskou akademii výtvarných umění u profesora Otto Wagnera. Po absolutoriu mezi lety 1898 a 1899 pracoval ve Wagnerově ateliéru. Mezi lety 1907 a 1912 spolupracoval především se svým bratrem Franzem Gessnerem. Po skončení první světové války se stal vedoucím architektem pro bytovou výstavbu ve Vídni. V této době vznikly podle jeho návrhu Karl-Seitz-Hof a Reumannhof. Po anšlusu Rakouska v roce 1938 dostal zákaz činnosti a zemřel během druhé světové války.
Byl pohřben 5. února 1943 na vídeňském hřbitově Neustifter Friedhof.

## Funkce a členství
- Čestný člen Komory architektů (od 1923)
- Viceprezident Sdružení rakouských architektů

## Výběr z realizací

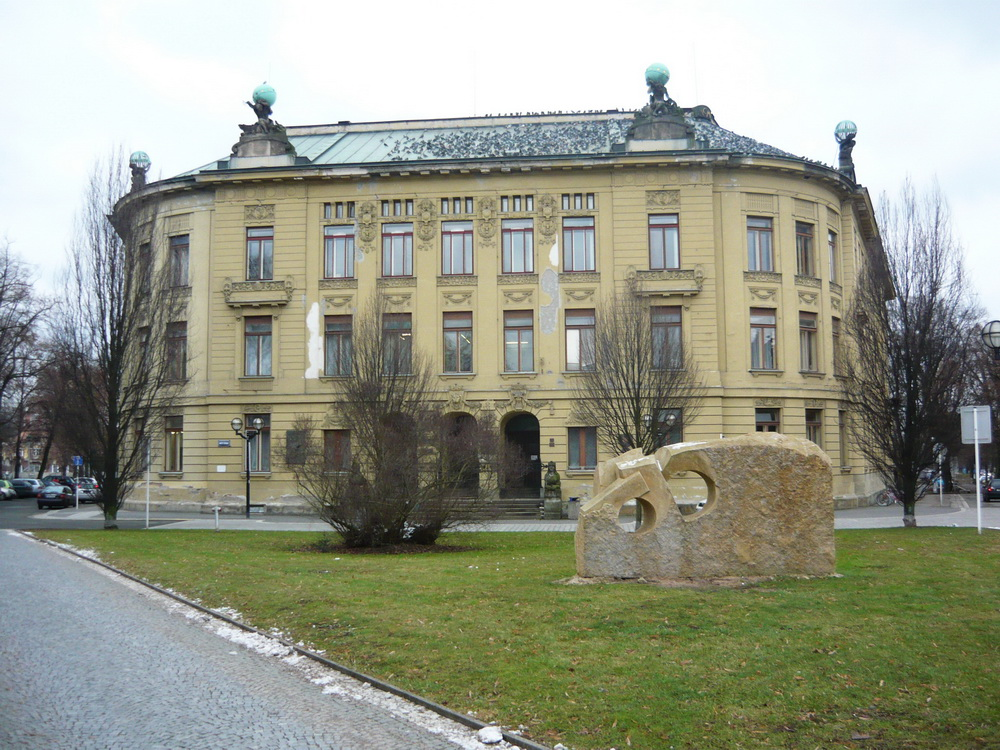
Bývalá Obchodní komora, Hradec Králové, dnes sídlo děkanátu pedagogické fakulty Univerzity Hradec Králové

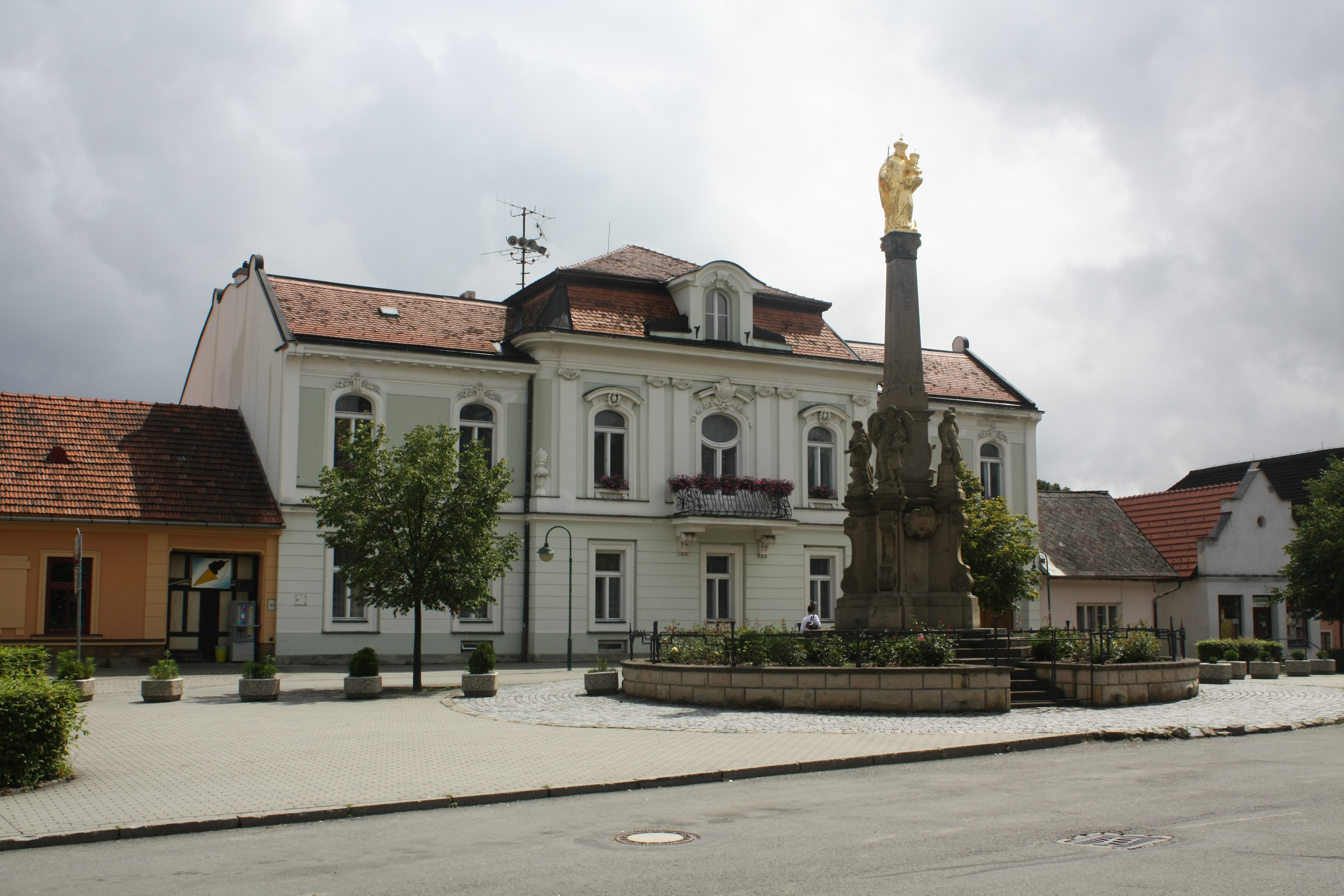
Hornův dům, Vlašské Klobouky

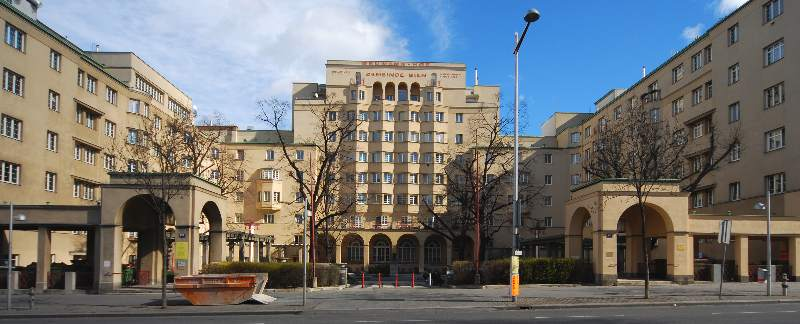
Reumannhof, Vídeň

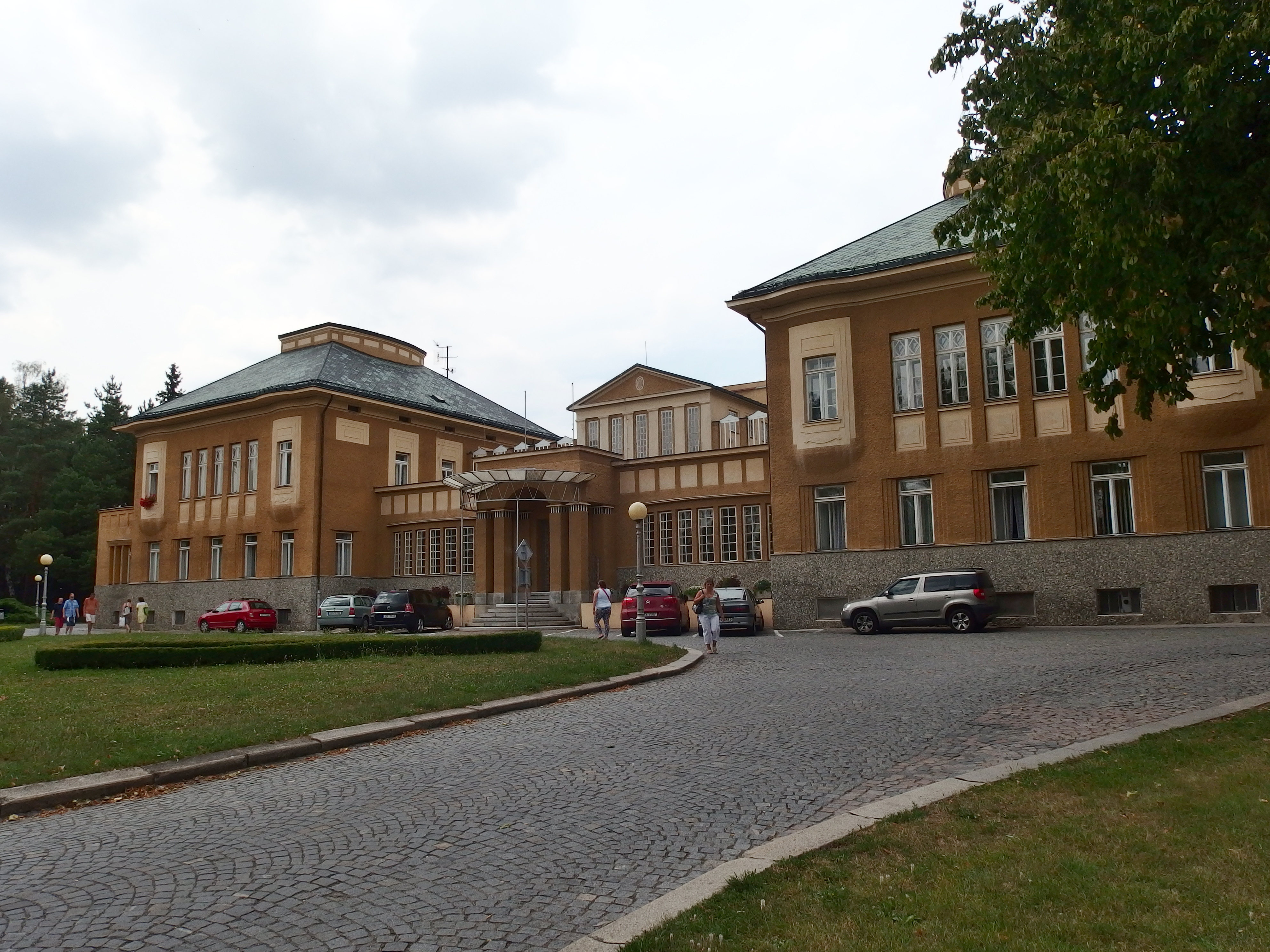
Psychiatrická léčebna, Kroměříž

Řada staveb ve výčtu vznikla ve spolupráci s bratrem Franzem.
- 1896 Bratmannova vila, Valašské Klobouky, Smetanova 116[3]
- 1896–1897 Obchodní a živnostenská komora, Hradec Králové, č.p. 331, náměstí Svobody 2, dnes sídlo děkanátu pedagogické fakulty Univerzity Hradec Králové, spolupráce Otokar Bém
- 1897 Obytný a obchodní dům Jana Horného ("Hornův dům"), Valašské Klobouky, čp. 189, Masarykovo náměstí, spolupráce Otokar Bém[3] [4]
- 1899 Budova spořitelny v Černovicích (dnes Ukrajina)
- 1900/1901 Budova muzea v Černovicích
- 1901 Dělnický dům "Favoriten", Vídeň 10, Laxenburger Straße 8–10
- 1901–1903 nájemní dům, Vídeň 5, Rechte Wienzeile 68 / Steggasse 1[5]
- 1903 Obchodní a nájemní dům bratří Skasiků, Opava, Hrnčířská 17, spolu s bratrem Franzem, v letech 1946–1947 přestavěno Oldřichem Liskou[3]
- 1903–1904 Okresní nemocenská pokladna, Brno-Zábrdovice, Milady Horákové 26-28 – dnes nájemní dům[3]
- 1904 Okresní zdravotní pojišťovna ve Floridsdorfu, Vídeň, Holzmeistergasse 9
- 1905 Hotel Slezský dvůr v Opavě
- 1905 Městské lázně v Brně
- 1905 Sanatorium v Brně
- 1905–1907 vydavatelství a tiskárna "Vorwärts", Vídeň 5, Rechte Wienzeile 97, spolu s bratrem Franzem Gessnerem[5]
- 1904–1908 Moravská zemská léčebna císaře Františka Josefa I., Kroměříž, Havlíčkova 50, včetně ústavního kostela svatého Cyrila a Metoděje[3]
- 1906 Hotel Heinrichshof, Nový Jičín, Lidická 4, spolu s bratrem Franzem[3]
- 1908 Villa Gessner, Vídeň 18, Sternwartestrasse 70, spolu s bratrem Franzem[5]
- 1909 Vídeňská dělnická pekárna Hammerbrotwerke-Schwechat, spolu s bratrem Franzem[6]
- 1910–1911 Liberecká dělnická pekárna, Liberec III – Jeřáb, č.p. 622, Hanychovská ul. 1, 2, spolu s Franzem Gessnerem. Projekt: 1910, realizace: 1911 pro Reichenberger Arbeiterbäckerei GmbH. Areál byl v roce 1919 doplněn dalšími budovami podle projektu Julia Richtera. V roce 1934 dále upravil Josef Zeppter. Provoz pekárny ukončen v roce 1992, nyní jiné využití.[7] Objekt je zapsanou kulturní památkou s číslem 21331/5-4170.[8]
- 1912, 1917–1918 Mlýn a pekárna Odkolek, Praha 9, Ke Klíčovu 1[9]
- 1920–1921 Bytový dům zaměstnanců Odkolkových mlýnů, č. p. 300, Praha 9-Vysočany, Pod Pekárnami 17, spoluautor Victor Kafka, autorství není jisté
- 1924–1926 Reumann-Hof, Vídeň 5, Margaretengürtel 100–110 – blok s 480 byty, ateliéry, obchody, centrální prádelnou a mateřskou školou[5]
- 1926–1927 Karl-Seitz-Hof, Vídeň 21, Jedleseer Strasse 66–94 – monumentální "lidový bytový palác" (Volkswohnpalast) s 1 173 byty, pojmenovaný po prvním rakouském prezidentovi, Karlu Seitzovi[5]
- 1929–1931 Augartenský most (Augartenbrücke) přes Donaukanal, Vídeň[5]